# George Moore (pentatleta)
George Bissland Moore (St. Louis, 6 ottobre 1918 – 4 luglio 2014) è stato un pentatleta statunitense.

## Palmarès
In carriera ha conseguito i seguenti risultati:
- Giochi olimpici:

Londra 1948: argento nel pentathlon moderno.